# Jolpokitioc
Jolpokitioc är en ort i Mexiko.   Den ligger i kommunen Tila och delstaten Chiapas, i den sydöstra delen av landet, 700 km öster om huvudstaden Mexico City. Jolpokitioc ligger 1 164 meter över havet och antalet invånare är 753.
Terrängen runt Jolpokitioc är kuperad åt sydost, men åt nordväst är den bergig. Runt Jolpokitioc är det ganska tätbefolkat, med 111 invånare per kvadratkilometer. Närmaste större samhälle är Tila, 3,9 km nordost om Jolpokitioc. I omgivningarna runt Jolpokitioc växer i huvudsak städsegrön lövskog.